# 권태희
권태희(權泰羲, 1907년 4월 2일~1983년 5월 29일)는 장로교 목사이자 대한민국의 정치인이다.

## 약력
- 숭실전문과 평양신학교를 졸업하고 목사가 되었다. 교토에 있는 도시샤 대학 신학과에서 수학하였다.
- 신세교회 (현 안동동부교회), 밀양교회 담임 목사와 조선신학교 전임강사, 밀양농잠중, 김천중학교 교장을 역임하였다.
- 1948년 5월 10일 : 제헌 국회의원(경북 김천갑)
- 한국전쟁 때 납북당했다.
- 1951년 초 기독교연맹의 설득으로 김창준 기독교연맹위원장 산하에서 종사하였다.
- 1956년 7월 재북 평화통일촉진위원회 발기인 겸 중앙위원
- 1956년 8월 인민경제대학 재학
- 1956년 10월까지 평양에 있었음[2]

## 역대 선거 결과
|  | 40.94% |

|  | 11.84% |

## 참고자료
- 《대한민국 의정총람》, 국회의원총람발간위원회, 1994년
- 권태희 - 대한민국헌정회